# ULAF Divizion C 2017
La Divizion C 2017 è la 2ª edizione del campionato di football americano di terzo livello, organizzato dalla ULAF.

## Squadre partecipanti
| Club                       | Città                  | Stadio | Sponsor ufficiale | Risultato nella stagione 2016 |
| -------------------------- | ---------------------- | ------ | ----------------- | ----------------------------- |
| Azov Dolphins Mariupol     | Mariupol'              |        |                   |                               |
| Belaja Tserkov Hawks       | Bila Cerkva            |        |                   |                               |
| Kamianets-Podilskyi Titans | Kam"janec'-Podil's'kyj |        |                   |                               |
| Khmelnitskiy Gladiators    | Chmel'nyc'kyj          |        |                   |                               |
| Mykolaiv Vikings           | Mykolaïv               |        |                   |                               |
| Yuzhne Gepards             | Južne                  |        |                   |                               |
| Zdolbuniv Eagles           | Zdolbuniv              |        |                   |                               |

## Stagione regolare

### Calendario

#### 1ª giornata
| Južne 8 aprile 2017 | Yuzhne Gepards | 12 – 8 (0-0 6-8 0-0 6-0) referto | Mykolaiv Vikings |  |

| Mariupol' 9 aprile 2017 | Azov Dolphins Mariupol | 22 – 8 (8-0 14-0 0-0 0-8) referto | Belaja Tserkov Hawks |  |

#### 2ª giornata
| Kam"janec'-Podil's'kyj 22 aprile 2017 | Kamianets-Podilskyi Titans | 20 – 8 (6-0 14-8 0-0 0-0) referto | Zdolbuniv Eagles |  |

| Južne 23 aprile 2017 | Yuzhne Gepards | 0 – 22 (0-0 0-8 0-6 0-8) referto | Belaja Tserkov Hawks |  |

#### 3ª giornata
| Mykolaïv 13 maggio 2017 | Mykolaiv Vikings | 58 – 0 (20-0 10-0 6-0 22-0) referto | Kamianets-Podilskyi Titans |  |

| Mariupol' 13 maggio 2017 | Azov Dolphins Mariupol | 32 – 14 (6-0 0-8 2-6 24-0) referto | Yuzhne Gepards |  |

#### 4ª giornata
| Zdolbuniv 20 maggio 2017 | Zdolbuniv Eagles | 0 – 48 (0-16 0-6 0-12 0-14) referto | Khmelnitskiy Gladiators |  |

#### 5ª giornata
| Južne 27 maggio 2017 | Yuzhne Gepards | 6 – 42 (0-8 0-16 0-6 6-12) referto | Azov Dolphins Mariupol |  |

| Bila Cerkva 27 maggio 2017 | Belaja Tserkov Hawks | 14 – 14 (8-0 6-0 0-6 0-8) referto | Mykolaiv Vikings |  |

#### 6ª giornata
| Chmel'nyc'kyj 10 giugno 2017 | Khmelnitskiy Gladiators | 0 – 50 (0-16 0-6 0-20 0-8) referto | Azov Dolphins Mariupol |  |

| Zdolbuniv 10 giugno 2017 | Zdolbuniv Eagles | 7 – 32 referto | Yuzhne Gepards |  |

| Kam"janec'-Podil's'kyj 10 giugno 2017 | Kamianets-Podilskyi Titans | 0 – 60 (0-16 0-61 0-14 0-14) referto | Belaja Tserkov Hawks |  |

#### 7ª giornata
| Mykolaïv 24 giugno 2017 | Mykolaiv Vikings | 6 – 22 (6-2 0-6 0-6 0-8) referto | Azov Dolphins Mariupol |  |

| Kam"janec'-Podil's'kyj 24 giugno 2017 | Kamianets-Podilskyi Titans | 0 – 58 (0-16 0-22 0-6 0-14) referto | Khmelnitskiy Gladiators |  |

| Bila Cerkva 24 giugno 2017 | Belaja Tserkov Hawks | 24 – 0 (a tavolino) referto | Zdolbuniv Eagles |  |

#### 8ª giornata
| Chmel'nyc'kyj 8 luglio 2017 | Khmelnitskiy Gladiators | 52 – 0 (6-0 16-0 6-0 24-0) referto | Kamianets-Podilskyi Titans |  |

| Mariupol' 8 luglio 2017 | Azov Dolphins Mariupol | 24 – 0 (a tavolino) referto | Zdolbuniv Eagles |  |

| Bila Cerkva 8 luglio 2017 | Belaja Tserkov Hawks | 14 – 14 (6-0 0-0 0-14 8-0) referto | Yuzhne Gepards |  |

#### 9ª giornata
| Mykolaïv 22 luglio 2017 | Mykolaiv Vikings | 32 – 8 referto | Khmelnitskiy Gladiators |  |

#### 10ª giornata
| Chmel'nyc'kyj 19 agosto 2017 | Khmelnitskiy Gladiators | 6 – 60 (0-14 6-14 0-20 0-12) referto | Mykolaiv Vikings |  |

| Zdolbuniv 19 agosto 2017 | Zdolbuniv Eagles | 36 – 12 (2-6 8-0 0-6 26-0) referto | Kamianets-Podilskyi Titans |  |

### Classifica
La classifica della regular season è la seguente:
- PCT = percentuale di vittorie, G = partite giocate, V = partite vinte, P = partite perse, PF = punti fatti, PS = punti subiti

| Pos. | Squadra                    | PCT   | G | V | N | P | PF  | PS  |
| ---- | -------------------------- | ----- | - | - | - | - | --- | --- |
| 1    | Azov Dolphins Mariupol     | 1.000 | 6 | 6 | 0 | 0 | 192 | 34  |
| 2    | Belaja Tserkov Hawks       | .667  | 6 | 3 | 2 | 1 | 142 | 50  |
| 3    | Mykolaiv Vikings           | .583  | 6 | 3 | 1 | 2 | 178 | 62  |
| 4    | Khmelnitskiy Gladiators    | .500  | 6 | 3 | 0 | 3 | 172 | 142 |
| 5    | Yuzhne Gepards             | .417  | 6 | 2 | 1 | 3 | 78  | 125 |
| 6    | Zdolbuniv Eagles           | .167  | 6 | 1 | 0 | 5 | 51  | 160 |
| 7    | Kamianets-Podilskyi Titans | .167  | 6 | 1 | 0 | 5 | 32  | 272 |

## Playoff

### Tabellone
|  | Semifinali | Semifinali             | Semifinali |                      |    | Finale                 | Finale           | Finale          |  |
|  |            |                        |            |                      |    |                        |                  |                 |  |
|  | 1          | Azov Dolphins Mariupol | 42         |                      |    |                        |                  |                 |  |
|  | 1          | Azov Dolphins Mariupol | 42         |                      |    |                        |                  |                 |  |
|  | 5          | Yuzhne Gepards         | 0          |                      |    |                        |                  |                 |  |
|  | 5          | Yuzhne Gepards         | 0          |                      | 1  | Azov Dolphins Mariupol | 26               |                 |  |
|  |            |                        |            |                      | 1  | Azov Dolphins Mariupol | 26               |                 |  |
|  |            |                        | 2          | Belaja Tserkov Hawks | 10 |                        |                  |                 |  |
|  | 2          | Belaja Tserkov Hawks   | 2          | Belaja Tserkov Hawks | 10 | 6                      |                  |                 |  |
|  | 2          | Belaja Tserkov Hawks   |            |                      |    | 6                      |                  |                 |  |
|  | 3          | Mykolaiv Vikings       | 0          |                      |    | Finale 3º posto        | Finale 3º posto  | Finale 3º posto |  |
|  | 3          | Mykolaiv Vikings       | 0          |                      |    |                        |                  |                 |  |
|  |            |                        |            |                      |    |                        |                  |                 |  |
|  |            |                        |            |                      |    | 5                      | Yuzhne Gepards   | 0               |  |
|  |            |                        |            |                      |    | 5                      | Yuzhne Gepards   | 0               |  |
|  |            |                        |            |                      |    | 3                      | Mykolaiv Vikings | 44              |  |

### Semifinali
| Mariupol' 3 settembre 2017 | Azov Dolphins Mariupol | 42 – 0 (12-0 12-0 10-0 8-0) referto | Yuzhne Gepards |  |

| Bila Cerkva 9 settembre 2017 | Belaja Tserkov Hawks | 6 – 0 (6-0 0-0 0-0 0-0) referto | Mykolaiv Vikings |  |

### Finale 3º - 4º posto
| Mykolaïv 23 settembre 2017 | Mykolaiv Vikings | 44 – 0 referto | Yuzhne Gepards |  |

### Finale
| Mariupol' 17 settembre 2017 | Azov Dolphins Mariupol | 26 – 10 (12-0 8-8 6-0 0-2) referto | Belaja Tserkov Hawks |  |

## Verdetti
- Azov Dolphins Mariupol Vincitori della ULAF Divizion C 2017